# سیارک ۱۳۰۱۱
سیارک ۱۳۰۱۱ (به انگلیسی: 13011 Loeillet، نامگذاری:1987QS5) سیزده هزار و یازدهمین سیارک کشف شده‌است که در ۲۶ اوت ۱۹۸۷ کشف شد.
قدر مطلق سیارک برابر ۲۸.۲ است.